# Linhares (Paredes de Coura)
Linhares é uma povoação portuguesa do Município de Paredes de Coura que foi sede da extinta Freguesia de Linhares, freguesia que tinha 5,3 km² de área e 198 habitantes (2011) e, por isso, uma densidade populacional de 37,4 h/km².
A Freguesia de Linhares foi extinta (agregada) pela reorganização administrativa de 2012/2013, tendo o seu território sido agregado ao da Freguesia de Cossourado para criar a União das Freguesias de Cossourado e Linhares.

## População
| População da freguesia de Linhares | População da freguesia de Linhares | População da freguesia de Linhares | População da freguesia de Linhares | População da freguesia de Linhares | População da freguesia de Linhares | População da freguesia de Linhares | População da freguesia de Linhares | População da freguesia de Linhares | População da freguesia de Linhares | População da freguesia de Linhares | População da freguesia de Linhares | População da freguesia de Linhares | População da freguesia de Linhares | População da freguesia de Linhares |
| ---------------------------------- | ---------------------------------- | ---------------------------------- | ---------------------------------- | ---------------------------------- | ---------------------------------- | ---------------------------------- | ---------------------------------- | ---------------------------------- | ---------------------------------- | ---------------------------------- | ---------------------------------- | ---------------------------------- | ---------------------------------- | ---------------------------------- |
| 1864                               | 1878                               | 1890                               | 1900                               | 1911                               | 1920                               | 1930                               | 1940                               | 1950                               | 1960                               | 1970                               | 1981                               | 1991                               | 2001                               | 2011                               |
| 284                                | 295                                | 312                                | 307                                | 307                                | 298                                | 250                                | 285                                | 315                                | 320                                | 291                                | 232                                | 218                                | 230                                | 198                                |

| Distribuição da População por Grupos Etários | Distribuição da População por Grupos Etários | Distribuição da População por Grupos Etários | Distribuição da População por Grupos Etários | Distribuição da População por Grupos Etários | Distribuição da População por Grupos Etários | Distribuição da População por Grupos Etários | Distribuição da População por Grupos Etários | Distribuição da População por Grupos Etários | Distribuição da População por Grupos Etários |
| -------------------------------------------- | -------------------------------------------- | -------------------------------------------- | -------------------------------------------- | -------------------------------------------- | -------------------------------------------- | -------------------------------------------- | -------------------------------------------- | -------------------------------------------- | -------------------------------------------- |
| Ano                                          | 0-14 Anos                                    | 15-24 Anos                                   | 25-64 Anos                                   | > 65 Anos                                    |                                              | 0-14 Anos                                    | 15-24 Anos                                   | 25-64 Anos                                   | > 65 Anos                                    |
| 2001                                         | 34                                           | 33                                           | 116                                          | 47                                           |                                              | 14,8%                                        | 14,3%                                        | 50,4%                                        | 20,4%                                        |
| 2011                                         | 25                                           | 21                                           | 108                                          | 44                                           |                                              | 12,6%                                        | 10,6%                                        | 54,5%                                        | 22,2%                                        |